# Konstantin Jovanovič
Konstantin Atanasov Jovanovič (bulgarisch Константин Атанасов Йованивич, * 1. Januarjul. / 13. Januar 1849greg. in Wien oder Belgrad; † 23. November 1923 in Zürich) war ein bulgarisch-schweizerischer Architekt, der auch in Österreich und Serbien tätig war.

## Leben
Konstantin Jovanovič wurde als Sohn des bulgarisch-serbischen Künstlers, Grafikers und Fotografen Anastas Jovanovič (geb. in Wraza, heute in Bulgarien) geboren. Von 1861 bis 1867 besuchte Konstantin die Realschule in Wien. Danach studierte er bis 1870 Baukunst bei Gottfried Semper am Zürcher Polytechnikum (heute ETH Zürich). Von 1871 bis 1874 absolvierte er mehrere Studienaufenthalte in Rom, Mailand, Genua, Florenz, Siena und weiteren Städten. Von 1880 bis 1908 arbeitete Konstantin Jovanovič als Architekt mit Büro in der Wiener Leopoldstadt.

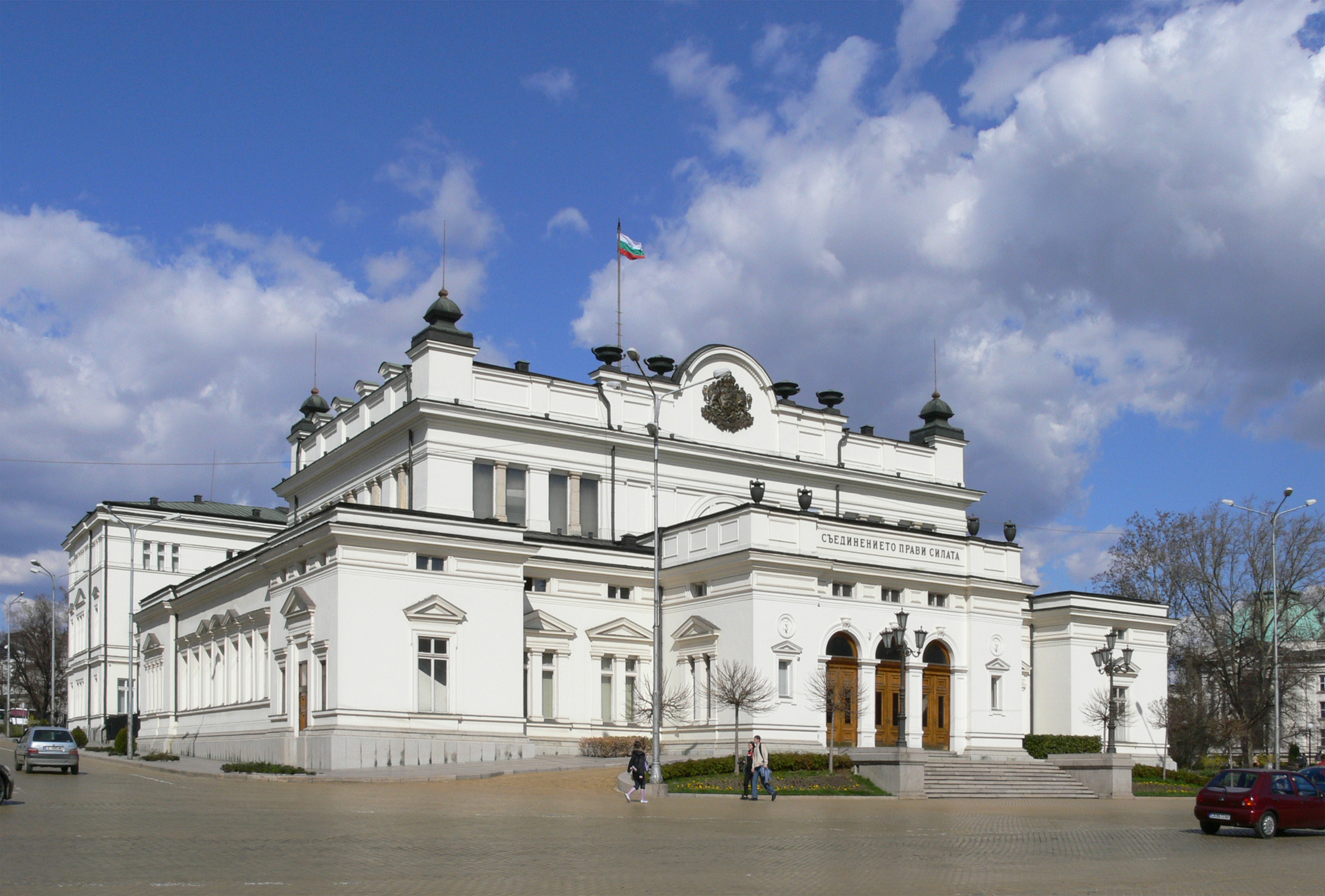
Parlamentsgebäude in Sofia

1881 wurde Konstantin Jovanovič vom bulgarischen Unterrichtsminister Konstantin Jireček nach Sofia eingeladen. 1883 heiratete Jovanovič Anna Margaretha Glass (1851–1908, geb. in Weißenstadt, Bayern). Nach seinem Umzug nach Bulgarien wurde nach seinen Plänen das Parlamentsgebäude (siehe Narodno Sabranie) zwischen 1884 und 1886 im Stil der Neo-Renaissance erbaut. Das Gebäude wurde 1961 und 1977 umgebaut, dabei wurde im Wesentlichen seine ursprüngliche Form bewahrt.
Nach dem Tod seiner Ehefrau verließ Jovanovič Sofia, um in Belgrad und Skopje tätig zu werden. 1915 kehrte er nach Zürich zurück, wo er bis zu seinem Tode als freischaffender Architekt arbeitete.
Jovanovič starb am 23. November 1923 in Zürich. Er wurde in einem Ehrengrab am Friedhof Nordheim in Zürich beigesetzt.

## Bekannte Werke
- I. Knabengymnasium (1881–1883, später aufgestockt) in Sofia, Str. Dunav 2.
- Parlamentsgebäude (1884–1886, 1961 und 1977 umgebaut) in Sofia
- Knabengymnasium (1884) in Lom
- Bulgarische Literaturgesellschaft (1885, nicht realisierter Entwurf) in Sofia
- Haus von M. Stojanovic (1885) in Belgrad
- Parlamentsgebäude (1891–1810, nicht realisierter Entwurf) in Belgrad
- Haus von N. Spasic in Belgrad
- Haus K. Milenkovic (1900) in Belgrad